# Анатолий (Каменский)
Архиепи́скоп Анато́лий (в миру Алексе́й Васи́льевич Каме́нский; 3 (15) октября 1863, село Старо-Мертвищево, Бугульминский уезд, Самарская губерния — 20 сентября 1925, Омск) — епископ Православной российской церкви, архиепископ Иркутский, член фракции правых IV Государственной думы, товарищ председателя Главного совета Союза русского народа.

## Биография
Родился в семье диакона.

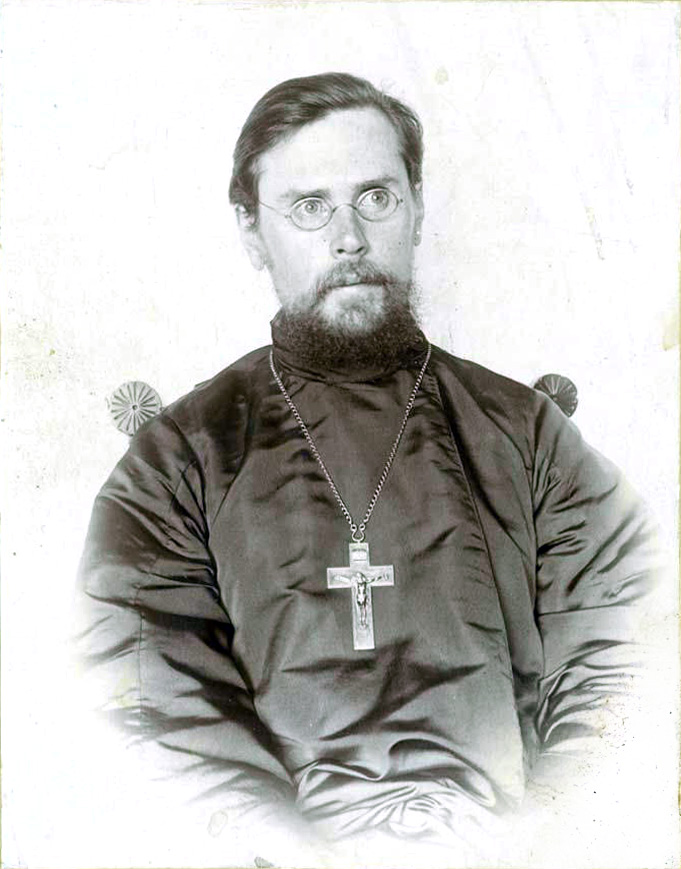
священник Анатолий (Каменский) в годы служения в США

Окончил Самарское духовное училище и в 1886 году Самарскую духовную семинарию, определён надзирателем за её учениками.
6 августа 1888 года рукоположён во священника, настоятель Михаило-Архангельского храма в селе Хилково Самарской епархии.
Овдовел (1889), окружной миссионер Самарского уезда (1890).
В 1891 году поступил в Санкт-Петербургскую духовную академию, которую окончил со степенью кандидата богословия в 1895 году.
26 августа 1895 года епископом Никандром (Молчановым) пострижен в монашество и назначен настоятелем Михаило-Архангельского собора в городе Ситхи штата Аляска, смотрителем Миссионерской школы и благочинным храмов Ситхинского округа.
В 1897 году возведён в сан архимандрита.
В 1898 году причислен к архиерейскому дому в Сан-Франциско.
В марте 1899 года назначен законоучителем Миннеаполисской миссионерской школы, а с июня 1899 года — и её смотрителем .
В 1903 вернулся в Россию и был назначен ректором Одесской духовной семинарии.

### Епископ Елисаветградский
10 декабря 1906 году в Свято-Троицком Соборе Александро-Невской лавры хиротонисан во епископа Елизаветградского, второго (с 1913 года первого) викария Херсонской епархии. Хиротонию совершали: митрополит Санкт-Петербургский и Ладожский Антоний (Вадковский), митрополит Московский Владимир (Богоявленский), митрополит Киевский Флавиан (Городецкий) и другие епископы.
С 1906 года настоятель Успенского монастыря в Одессе, член совета Одесского Союза русских людей и Одесского отдела Русского собрания. С 1909 года товарищ председателя Одесского отдела Императорского православного палестинского общества.
В 1912 году избран депутатом Государственной думы 4-го созыва от Херсонской губернии, член Совета фракции правых, товарищ председателя Главного совета «Союза русского народа».
Член правления Всероссийского Филаретовского общества народного образования, товарищ председателя VI Всероссийского съезда русских людей (1913).
Награжден орденами святой Анны II степени (1902), святого Владимира IV (1905), III (1908) и II (1916) степени.

### Епископ Томский
30 июля 1914 года назначен епископом Томским и Алтайским.
Отказался от звания члена Думы, а полагавшееся жалование передал Алексеевскому госпиталю. В Томск прибыл 8 января 1916 года.
Инициатор создания в Томской епархии монастырских миссионерских курсов, воскресных и праздничных школ для детей.
После Февральской революции часть духовенства Томской епархии выразила недоверие владыке как политическому деятелю и возбудили ходатайство перед Святейшим синодом об освобождении епархии от владыки Анатолия и назначении вместо него управляющим викарного епископа Бийского Иннокентия, однако жалоба осталась без последствий.
Член Поместного Собора 1917—1918 годов в Москве, участвовал в 1-й сессии, член III, V, VI, IX, XV, XVI отделов.
В 1918 году товарищ председателя Сибирского соборного церковного совещания, в 1919 году один из учредителей Братства Святого Креста для борьбы с большевизмом.
Вместе с отступающими из города Томска войсками Колчака направился в сторону Дальнего Востока и решил остаться в городе Иркутске.

### Епископ Иркутский
С 12 июля 1920 года архиепископ Иркутский и Верхоленский.
В 1921—1922 года в Поволжье и центральных районах России разразился сильный голод. Под предлогом помощи голодающим началась кампания по изъятию церковных ценностей. В газете «Красный стрелок» появилось обращение заместителя начальника 5-й армии Котевникова к архиепископу Анатолию с требованием отдать «лишние» золотые вещи, которые лежат в ризницах епархии и не употребляются в процессе богослужения ни в вечерних службах, ни в литургии. Архиепископ Анатолий спустя три дня дал ответ, где ссылался на отсутствие полномочий распоряжаться церковным золотом, принадлежащим Иркутской епархии, и положился на волю церковных советов и самих верующих, добавив, что Церковь готова помочь голодающим, но «вам мы золота не дадим», поскольку миряне вам не доверяют. Как описывает в дневнике Кондратий Белов, были проведены собрания верующих, на которых было решено золотую церковную утварь большевикам не давать.
Это решение стало причиной ареста архиепископа Анатолий, как сообщила об этом газета «Красный Знамя» № 103 от 15 мая 1922 года.
В июле того же года был приговорён к расстрелу с заменой на 10 лет тюремного заключения. Находился в Иркутской тюрьме в одиночном заключении, в 1924 году выслан в Москву.

### Смерть
1 февраля 1924 года уволен на покой. Последние месяцы жил при архиепископе Омском Викторе (Богоявленском), с которым нередко служил.
Скончался 20 сентября 1925 года в Омске, в алтаре Братского храма во время всенощного бдения. Был похоронен на Казачьем кладбище, а затем старанием Татьяны Ракировой останки перенесены на Старо-Северное кладбище, где покоятся и поныне в одной оградке с могилой архиепископа Алексея (Пантелеева).

## Канонизация
В 1981 году решением Архиерейского собора Русской православной церкви заграницей канонизирован в лике священномученика со включением в Собор новомучеников и исповедников Российских (без установления отдельного дня памяти).

## Сочинения
- Телеграмма В. Н. Львову // РГИА. Ф. 797. Оп. 86. Отд. 3. Ст. 5. Д. 12. Л. 59; Письмо в Синод // РГИА. Ф. 796. Оп. 204. От. 1. Ст. 5. Д. 135. Л. 177–179.
- Святитель Алексий, митрополит всея России, Московский чудотворец. Одесса, 1905 (3-е изд.).
- Вероисповедная свобода в Соединенных Штатах. Одесса, 1905.
- В стране шаманов. Индиане Аляски: быт и религия их. Одесса, 1906 (М., 2012).
- Американские очерки. Одесса, 1908.
- Предложения Томской духовной консистории; Обращение к пастырям и пасомым; Речь // Томские ЕВ. 1914. № 18, 20, 23.
- Архипастырский весенний призыв // Там же. 1915. № 8.
- Воззвание к духовенству Томской епархии. Томск, 1915.
- Послание к пастырям и пастве Томской. Томск, 1916.
- Канонический приход или приход-община? Томск, 1916.
- Предложения духовной консистории; Обращения к духовенству Томской епархии; Лекция; Приходский вопрос; Новогоднее обращение к пастырям и пастве // Томские ЕВ. 1917. № 5–10, 24.
- Послание к православным жителям Мариинского и Томского уездов // Там же. 1918. Май.
- Приходские дома // Тобольские ЕВ. 1918. № 26/28.
- Братья-сопастыри — не молчите // Там же. 1919. № 18.
- Новогоднее обращение к пастырям и пастве томской. Томск, 1919.